# Роублинг (Њу Џерзи)
Роублинг (енгл. Roebling) насељено је место без административног статуса у америчкој савезној држави Њу Џерзи.

## Демографија
По попису из 2010. године број становника је 3.715.
| Група             | 2000.    | 2010.         |
| Белци             | 0 (0,0%) | 2.981 (80,2%) |
| Афроамериканци    | 0 (0,0%) | 316 (8,5%)    |
| Азијати           | 0 (0,0%) | 172 (4,6%)    |
| Хиспаноамериканци | 0 (0,0%) | 176 (4,7%)    |
| Укупно            | 0        | 3.715         |